# Hichem Chaabane
Hichem Chaabane (arabisch هشام شعبان; * 10. August 1988 in Blida) ist ein ehemaliger algerischer Radrennfahrer.

## Karriere
Chaabane belegte bei der B-Weltmeisterschaft 2007 in Kapstadt er den fünften Platz im Straßenrennen. Er vertrat sein Land bei den Olympischen Sommerspielen 2008 in Peking startete er im Straßenrennen, welches er nach einer Überrundung jedoch nicht beendete. Bei der Weltmeisterschaft 2008 in Varese belegte er Platz 100 im Straßenrennen der U23-Klasse.
Bei den Afrikanischen Straßenradmeisterschaften 2012 gewann er mit dem Nationalteam die Bronzemedaille im Mannschaftszeitfahren. Im selben Jahr gewann er mit einer Etappe der Tour du Faso sein erstes internationales Eliterennen sowie das Straßenrennen der Männer bei den Arabischen Meisterschaften.
Im Jahr 2013 gelang Chaabane mit dem Gesamtwertungssieg der Tour International de Blida sein größter Karriereerfolg. Außerdem wurde er algerischer Straßenmeister und Silbermedaillengewinner im Mannschaftszeitfahren der Afrikanischen Straßenradmeisterschaften 2013
Nachdem Chaabane 2015 den Circuit d’Alger, zwei Etappen und Punktewertung der Tour Internationale d’Oranie und eine Etappe Tour International de Blida gewonnen hatte, wurde er bei der Tour Internationale d’Annaba, als deren Gesamtsieger er zunächst geehrt wurde, auf EPO und Corticosteroiden positiv getestet und anschließend für vier Jahre gesperrt. Er war der erste algerische Sportler, dessen Doping mit EPO entdeckt wurde.

## Erfolge
2012
- Afrikanische Meisterschaft – Mannschaftszeitfahren (mit Karim Hadjbouzit, Fayçal Hamza und Adil Barbari)
- eine Etappe Tour du Faso

2013
- Afrikanische Meisterschaft – Mannschaftszeitfahren (mit Adil Barbari, Azzedine Lagab und Abdelmalek Madani)
- Gesamtwertung und eine Etappe Tour International de Blida
- Algerischer Meister – Straßenrennen

2014
- eine Etappe Tour d’Algérie

2015
- Circuit International d’Alger
- zwei Etappen und Punktewertung Tour Internationale d’Oranie
- eine Etappe Tour International de Blida